# トンキン湾事件

事件経過を示す図

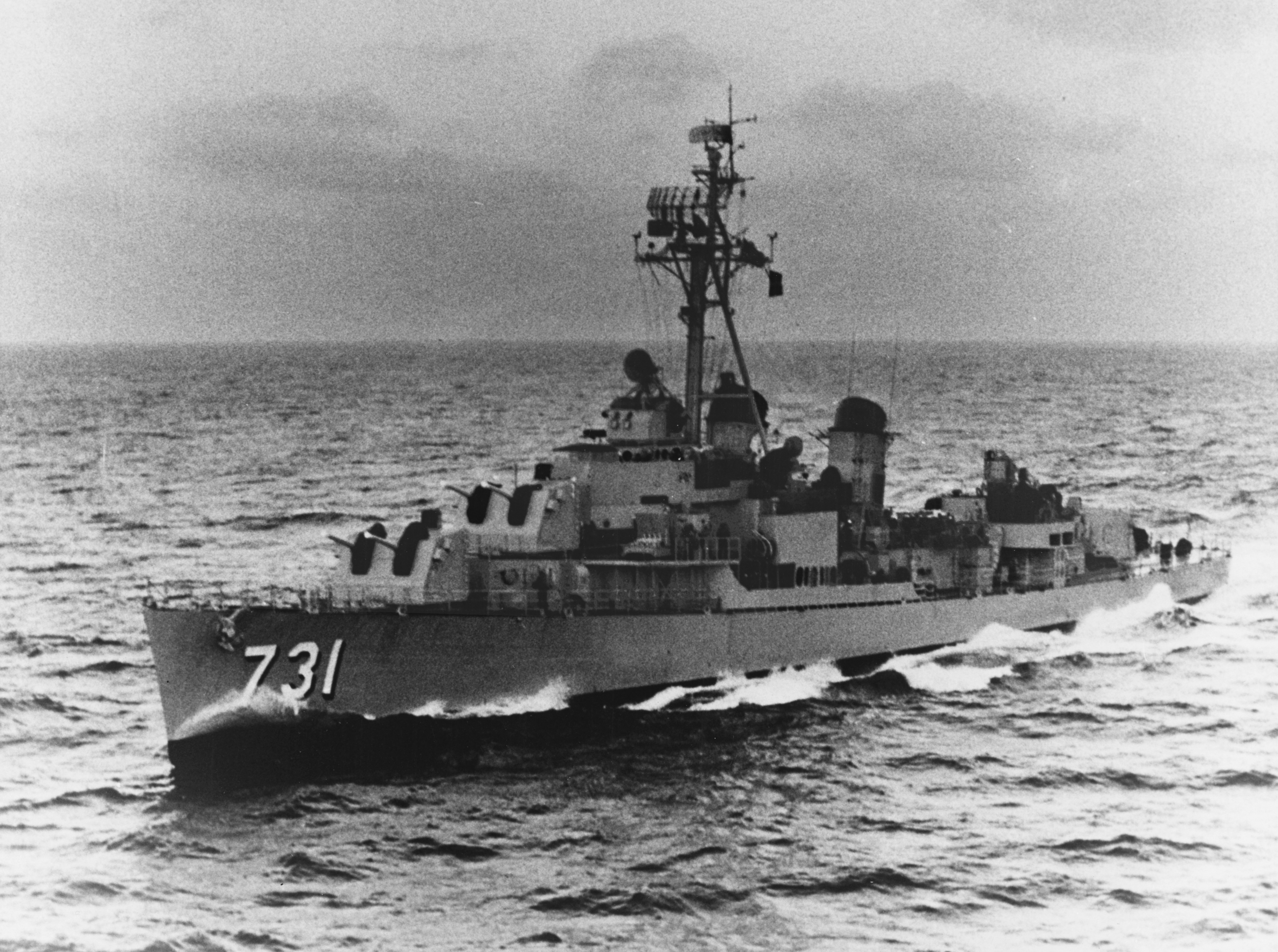
駆逐艦「マドックス」

トンキン湾事件（トンキンわんじけん、英: Gulf of Tonkin Incident、ベトナム語：Sự kiện Vịnh Bắc Bộ / 事件灣北部）は、1964年8月、北ベトナム沖のトンキン湾で北ベトナム軍の哨戒艇がアメリカ海軍の駆逐艦に2発の魚雷を発射したとされる事件である。
これをきっかけに、アメリカ合衆国連邦政府は北爆を開始、本格的にベトナム戦争に介入することになったと評される。しかし、1971年6月『ニューヨーク・タイムズ』が、いわゆる「ペンタゴン・ペーパーズ」を入手、事件の一部はアメリカ合衆国が仕組んだものだったことを暴露した。

## 事件の公式経緯
1964年以降、南ベトナム軍とアメリカ軍は共同で、空挺降下や小型舟艇を使用したコマンド部隊による北ベトナムへの越境襲撃作戦（34Α作戦）を実行していた。
これとは別に1964年7月31日より、アメリカ海軍の駆逐艦「マドックス」はトンキン湾で哨戒行動を開始した。任務の公式目的は、領海を侵犯して北ベトナムの沿岸防衛能力に関する情報を得ることにあり、同様の任務は中華人民共和国や他の共産主義国家の沿岸でも行われていた。
「マドックス」の他にも同様の任務に当たっているアメリカ海軍艦艇があり、34Α作戦の一環として同時期に行われていた南ベトナムのコマンド部隊による北ベトナム沿岸への襲撃作戦を支援していた。
7月30日、南ベトナム海軍の哨戒艇数隻がコマンド部隊を乗せてダナン港を出港し、31日にトンキン湾内の北ベトナム軍基地2ヶ所を攻撃した。「マドックス」は攻撃を終えて帰還中の南ベトナム哨戒艇と遭遇し、入れ違いにトンキン湾へ侵入していった。
8月2日、3隻の北ベトナム魚雷艇が南ベトナム艦艇と間違え、「マドックス」に対し魚雷と機関銃による攻撃を行った。その攻撃に対して「マドックス」は直ちに反撃を行い、近くにいたアメリカ海軍の空母「タイコンデロガ」の艦載機の支援も受け、魚雷艇のうち1隻を撃破、他の2隻にも損害を与えた。「マドックス」は機関銃弾丸により軽微な損傷を受けただけであったが、駆逐艦「ターナー・ジョイ」と合流し、南ベトナム海域へと撤退した。
8月4日より、「マドックス」と「ターナー・ジョイ」による北ベトナム沿岸への哨戒行動があらためて開始された。4日夜間に「ターナー・ジョイ」は望遠鏡により北ベトナム軍が攻撃してくることを確認した。その後、約2時間にわたり「マドックス」と「ターナー・ジョイ」は北ベトナム軍艦艇と思われるレーダー目標に対して発砲した。

## 実相と諸説
アメリカ側は自国艦艇が公海において北ベトナム側から攻撃を受けたと発表したが、実際には北ベトナム側の主張する領海内に侵入していた。また8月4日の交戦は戦果確認ができず、誤認の可能性が指摘されたが隠蔽された。
8月4日リンドン・ジョンソン大統領は、米軍艦がトンキン湾で攻撃されたとの演説を行った。アメリカ合衆国議会は、上院88対2、下院416対0の圧倒的多数で、大統領が攻撃に対し相応の措置を取ることを認める決議（トンキン湾決議）を行った。報復として北爆が行われ、翌年2月からは北爆が恒常化する等、米軍のベトナム戦争への本格介入のきっかけとなった。
なお、後に事件の捏造が判明したのは8月4日の事件である。2日の事件については、北ベトナム外務省は「マドックス」が領海内で自国哨戒艇を砲撃したものとして反論をしている。この2日の事件についても、そもそも当時の北ベトナムは魚雷艇を所持せず南ベトナム哨戒艇が「マドックス」を敵艦と誤認して攻撃したとする説、当初からベトナム戦争への本格介入を目指す米側の全くの陰謀だったとする説、さらには、当時は国際的に領海3海里説と12海里説の対立がありその見解のズレで事件を説明する見方等がある。4日の事件については北ベトナムは当初から事件自体を否定している。また、ジョンソン大統領は8月4日の時点で既に、2日の事件に対する報復として、北ベトナムの魚雷艇基地と燃料貯蔵所に対する爆撃（ピアス・アロー作戦）を命じていた。のちに暴露されたペンタゴンの機密文書で「マドックス」は南ベトナム哨戒艇の攻撃に随伴していたこと、決議文と攻撃目標リストが2か月前にホワイトハウスで作成されていたことが明らかにされている。